# Urbano Lazzaro
Urbano Lazzaro (Quinto Vicentino, Italia, 4 de noviembre de 1924 - 3 de enero de 2006, Vercelli) fue un partisano italiano miembro de la Resistencia Italiana que jugó un importante papel en la captura de Benito Mussolini el 27 de abril de 1945, cerca del final de la Segunda Guerra Mundial. 
Bill, el nombre de guerra de Lazzaro, comandaba un destacamento de la 52ª Brigada Garibaldi que vigilaba la carretera a la altura de Dongo, junto al lago de Como, muy cerca de Suiza. Detuvieron un convoy alemán que se retiraba y a bordo del quinto camión repararon en un hombre que intentaba ocultarse en un rincón, bajo un casco y un capote de soldado. "Camarada borracho, vino", intentó explicar un oficial alemán. Bill se acercó e intuyó, se dice que por el tamaño de la cabeza, la identidad del presunto borracho. "Camarada", lo llamó Bill, sin reacción del otro. "Excelencia", probó de nuevo. Cuando gritó "¡Cavaliere Benito Mussolini!", el hombre se estremeció. "Salté al camión", explicó más tarde el partisano Bill, y le dije: "En nombre del pueblo italiano, queda detenido".
Tras la guerra, Bill volvió a ser Urbano Lazzaro, ingresó en una empresa eléctrica pública y viajó por todo el mundo. Finalmente se estableció en Río de Janeiro. Sin embargo, siguió atado de alguna forma al 27 de abril de 1945. Primero fue por la investigación en torno al "oro de Dongo", el supuesto tesoro que llevaba Mussolini en su intento de alcanzar la frontera Suiza, que, según diversas acusaciones, habría sido sustraído por algunos de los partisanos que le detuvieron. Nunca se probó que existiera tal tesoro, pero la sospecha no llegó a desvanecerse.
Lazzaro escribió varios libros sobre la detención de Mussolini y su casi inmediata ejecución, en compañía de su amante, Clara Pettacci. La versión oficial es que Walter Audisio fue quien apretó el gatillo de la metralleta y acabó con los dos prisioneros. Lazzaro aseguraba que el autor material de la ejecución fue Luigi Longo, uno de los jefes de la Resistencia y futuro dirigente comunista.
En los últimos años de su vida, Urbano Lazzaro dejó a dos de sus hijas (una, jueza, y otra, directora del observatorio) en Río de Janeiro para pasar tiempo en Italia con la tercera de ellas, afincada en Vercelli. Defendía la necesidad de una reconciliación con los partidarios de Mussolini, e incluso participó en un acto conmemorativo organizado por Alianza Nacional, el partido posfascista; ese gesto fue mal acogido por la mayoría de los supervivientes de la Resistencia.